# Miloš Bečvář
Miloš Bečvář (Strakonice, 21 gennaio 1957) è un ex fondista cecoslovacco.

## Biografia
In Coppa del Mondo esordì il 24 gennaio 1982 a Brusson (8°) e ottenne l'unico podio il 27 marzo successivo a Castelrotto (2°).
In carriera prese parte a due edizioni dei Giochi olimpici invernali, Lake Placid 1980 (44° nella 15 km, 32° nella 30 km, 9° nella staffetta) e Sarajevo 1984 (29° nella 15 km, 27° nella 30 km, 23° nella 50 km), e a due dei Campionati mondiali (5° nella 50 km TC a Seefeld in Tirol 1985 il miglior risultato).

## Palmarès

### Coppa del Mondo
- Miglior piazzamento in classifica generale: 23º nel 1982
- 1 podio (individuale[1]):
  - 1 secondo posto